# Jeanne de Lancastre
Titre
Baronne Mowbray
4 juin 1327 – 7 juillet 1349
(22 ans, 1 mois et 3 jours)
Jeanne de Lancastre (vers 1312 – 7 juillet 1349) est une femme de la noblesse anglaise.

## Biographie
Née aux alentours de 1312 au château de Grosmont dans le Monmouthshire, Jeanne de Lancastre est le cinquième enfant d'Henri de Lancastre, 3e comte de Lancastre et de Leicester, et de son épouse Maud Chaworth. Son enfance demeure totalement inconnue, si ce n'est que sa mère meurt prématurément avant le 3 décembre 1322, et il est possible qu'elle ait été élevée seule auprès de son père jusqu'à son mariage.
Entre le 28 février et le 4 juin 1327,, Jeanne épouse John de Mowbray, 3e baron Mowbray. Contrairement aux autres membres de sa fratrie, l'existence de Jeanne après son mariage demeure totalement inconnue. Tout juste sait-on qu'elle meurt le 7 juillet 1349 dans le Yorkshire, vraisemblablement de l'épidémie de peste noire. Elle est inhumée par la suite à l'abbaye de Byland, auprès de certains ancêtres de son époux.

## Descendance
De son mariage avec John de Mowbray, Jeanne de Lancastre a trois enfants :
- Blanche de Mowbray (? – 21 juillet 1409), épouse en premières noces John Segrave, puis en deuxièmes noces Robert Bertram, puis en troisièmes noces Thomas Poynings, 2e baron Poynings, puis en quatrièmes noces John de Worth, et enfin en cinquièmes noces John Wiltshire ;
- Éléonore de Mowbray (? – ?), épouse en premières noces Roger la Warr, 3e baron de la Warr, puis en secondes noces Lewis de Clifford ;
- John de Mowbray (25 juin 1340 – 19 octobre 1368), 4e baron Mowbray, épouse Elizabeth Segrave.